# Acquaviva Collecroce
Acquaviva Collecroce es una localidad y comune italiana de la provincia de Campobasso, región de Molise, con 654 habitantes. (2017)

## Evolución demográfica
| Gráfica de evolución demográfica de Acquaviva Collecroce entre 1861 y 2001 |
|                                                                            |
| Fuente ISTAT - elaboración gráfica de Wikipedia                            |